# Хемлок (Охајо)
Хемлок (енгл. Hemlock) град је у америчкој савезној држави Охајо.

## Демографија
По попису из 2010. године број становника је 155, што је 13 (9,2%) становника више него 2000. године.
| Група             | 2000.       | 2010.        |
| Белци             | 132 (93,0%) | 155 (100,0%) |
| Афроамериканци    | 0 (0,0%)    | 0 (0,0%)     |
| Азијати           | 3 (2,1%)    | 0 (0,0%)     |
| Хиспаноамериканци | 3 (2,1%)    | 0 (0,0%)     |
| Укупно            | 142         | 155          |